# Konstantin I. (Papst)

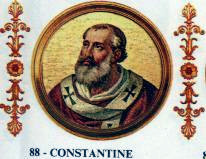
Konstantin I., Darstellung in der Basilika Sankt Paul vor den Mauern

Konstantin I. (lateinisch: Constantinus I.; * in Tyros, Syrien; † 9. April 715 in Rom) wurde am 25. März 708 als Papst inthronisiert und bekleidete das Amt bis zu seinem Tod am 9. April 715. Er war bis 1967 der letzte Papst, der Konstantinopel besuchte.

## Leben
Über Konstantin, den letzten byzantinischen „Vasallenpapst“, ist wenig bekannt. Es wird davon ausgegangen, dass er wahrscheinlich Mitte des 7. Jahrhunderts in Tyros (heute Libanon) geboren wurde. Er sprach fließend Griechisch und trug, mit Ausnahme von Gegenpapst Konstantin, als einziger Papst einen eigentlich typischen byzantinischen Kaisernamen.
Er muss bereits unter Papst Agatho ein geschätztes Mitglied der Kirche gewesen sein, da er 680 Mitglied der päpstlichen Delegation auf dem Dritten Konzil von Konstantinopel war. Konstantin kam zwei Jahre später ein weiteres Mal nach Konstantinopel, da er 682 von Papst Leo II. als Botschafter zu Kaiser Konstantin IV. entsandt wurde. Bei beiden Aufenthalten traf er bereits auf den Sohn und späteren Nachfolger Konstantins IV., Justinian II.

## Pontifikat
Nach dem Tod von Papst Sisinnius am 4. Februar 708, der schon zum Zeitpunkt seiner Inthronisierung als schwer krank galt, wurde nach einer Sedisvakanz von 50 Tagen Konstantin als neuer Papst am 25. März 708 inthronisiert.
Wie alle Päpste seiner Zeit, bis zu Stephan II., der sich 754 endgültig von Byzanz abwandte, unterstanden alle Bischöfe von Rom den byzantinischen Kaisern.
Auf Anordnung des dortigen Kaisers Justinian II. besuchte er im Jahre 710 in dessen zweiter Regierungszeit Byzanz, womöglich um die Ergebnisse der Trullanischen Synode zu bestätigen.
Konflikte gab es mit dem Erzbischof von Ravenna, da dieser sich dem Papst nicht unterstellen wollte; mit Benedikt von Mailand, dem mailändischen Erzbischof, der vom Papst forderte, die Bischöfe von Pavia selbst einzusetzen; und mit dem Nachfolger Justinians, Kaiser Philippikos Bardanes, der von ihm vergebens verlangte, der Glaubensdefinition des Dritten Konzils von Konstantinopel abzuschwören.
Der Papst sollte für die Einhaltung der Beschlüsse der Trullanischen Synode von 692 sorgen, da dem Kaiser zugetragen worden war, dass besonders die Päpste Sergius I. und Johannes VII. die Lehrsätze zur Disziplin ablehnten oder nur halbherzig befolgten. Bei den Verhandlungen tat sich Diakon Gregor (der spätere Papst Gregor II.) hervor und bot eine Kompromisslösung, die beide Seiten anerkennen konnten. Der Aufenthalt in Konstantinopel (710/711) sollte für 1250 Jahre der letzte Besuch eines Papstes bei der Ostkirche sein (erst Paul VI. traf sich 1964 mit Patriarch Athenagoras in Jerusalem und besuchte Istanbul im Jahre 1967).
Die gute Beziehung zu Ostrom war jedoch nur von kurzer Dauer, da Justinian II. von einer Gruppe Soldaten am 4. November 711 erschlagen wurde. Sie setzten Philippikos Bardanes, einen überzeugten Monotheleten, auf den Kaiserthron, worauf ein neuer Streit ausbrach. Nachdem der neue Kaiser dem Exarchen von Ravenna aufgetragen hatte, den Monotheletismus in Rom einzuführen, kam es zu regelrechten Straßenschlachten. Papst Konstantin holte daraufhin eine große Anzahl Priester in die Stadt, die sich den antikaiserlichen Demonstranten mit Kreuzen und Evangelien in den Weg stellten und zum Frieden mahnten.
Eine große Erleichterung für beide Seiten war 713 der Sturz Philippikos'. Der neue Kaiser Anastasios II. bestätigte die Abmachungen Kaiser Justinians und versöhnte somit die verfeindeten Lager.
Konstantin ernannte in seinem Pontifikat drei Kardinäle, darunter den späteren Papst Gregor II., der nach seinem Tod am 9. April 715, seine Nachfolge antrat.
Die römische Zahl I. nach seinem Namen ist optional, da sein einziger Namensnachfolger Konstantin II. ein Gegenpapst war.